# Topi Jaakola
Topi Jaakola (* 15. listopadu 1983, Oulu, Finsko) je bývalý finský hokejista. Hrával na pozici obránce.

## Hráčská kariéra
Jaakola započal svou profesionální hokejovou kariéru ve Finsku, kde hrál v týmu Kärpät Oulu. V tomto týmu hrál od sezóny 2000/2001, až do sezóny 2007/2008 a během této doby dokázal s klubem vyhrát čtyři mistrovské tituly v nejvyšší finské soutěži.
Od sezóny 2008/2009 do sezóny 2009/2010 hrál v Elitserien za švédský tým Södertälje SK a poté přestoupil do klubu Luleå HF, kde hrál od sezóny 2010/2011 do sezóny 2011/2012.
V sezóně 2012/2013 odešel do KHL do ruského týmu Amur Chabarovsk a v sezóně 2013/2014 přestoupil do českého klubu HC Lev Praha. Po zániku klubu pokračoval v KHL, kde hrál od sezóny 2014/2015 do sezóny 2016/2017 za tým Jokerit Helsinky.
V sezóně 2017/2018 se vrátil do nejvyšší švédské soutěže, kde hrál za tým HV71. V sezóně 2018/2019 hrál za tým TPS Turku a v sezóně 2019/2020 přestoupil do týmu Lahti Pelicans. Během této sezóny přestoupil do švýcarského klubu ZSC Lions, kde ukončil hráčskou kariéru.

## Mezinárodní kariéra
V roce 2001 byl nominován na Mistrovství světa v ledním hokeji do 18 let, kde s Finskem dokázal vyhrát bronzové medaile. Stejný úspěch zopakoval i v roce 2002 a 2003 na Mistrovství světa juniorů v ledním hokeji.
V letech 2009 až 2012 a posléze v letech 2015 až 2017 byl pravidelně nominován do finského mužstva na Mistrovství světa v ledním hokeji. Na Mistrovství světa v ledním hokeji roku 2011 vybojoval s Finskem zlatou medaili a na Mistrovství světa v ledním hokeji roku 2016 získal s týmem stříbrnou medaili.

## Statistiky kariéry

### Statistiky v základní části a v play-off
| 2000/01 | Kärpät Oulu      | Liiga      | 4   | 0  | 0   | 0   | 4   | 0 | 0  | 0  |
| 2001/02 | Kärpät Oulu      | Liiga      | 44  | 0  | 4   | 4   | 4   | 0 | 0  | 0  |
| 2002/03 | Kärpät Oulu      | Liiga      | 52  | 2  | 2   | 4   | 15  | 0 | 0  | 0  |
| 2003/04 | Kärpät Oulu      | Liiga      | 52  | 0  | 4   | 4   | 14  | 0 | 1  | 1  |
| 2004/05 | Kärpät Oulu      | Liiga      | 33  | 1  | 3   | 4   | —   | — | —  | —  |
| 2005/06 | Kärpät Oulu      | Liiga      | 55  | 1  | 7   | 8   | 11  | 0 | 0  | 0  |
| 2006/07 | Kärpät Oulu      | Liiga      | 56  | 2  | 6   | 8   | 10  | 0 | 3  | 3  |
| 2007/08 | Kärpät Oulu      | Liiga      | 55  | 3  | 11  | 14  | 14  | 4 | 5  | 9  |
| 2008/09 | Södertälje SK    | Elitserien | 51  | 0  | 11  | 11  | —   | — | —  | —  |
| 2009/10 | Södertälje SK    | Elitserien | 30  | 0  | 4   | 4   | —   | — | —  | —  |
| 2010/11 | Luleå HF         | Elitserien | 55  | 2  | 5   | 7   | 13  | 0 | 5  | 5  |
| 2011/12 | Luleå HF         | Elitserien | 54  | 2  | 13  | 15  | 5   | 0 | 1  | 1  |
| 2012/13 | Amur Chabarovsk  | KHL        | 27  | 5  | 5   | 10  | —   | — | —  | —  |
| 2013/14 | HC Lev Praha     | KHL        | 48  | 9  | 4   | 13  | 11  | 0 | 1  | 1  |
| 2014/15 | Jokerit Helsinky | KHL        | 54  | 4  | 10  | 14  | 10  | 0 | 2  | 2  |
| 2015/16 | Jokerit Helsinky | KHL        | 57  | 10 | 15  | 25  | 5   | 0 | 2  | 2  |
| 2016/17 | Jokerit Helsinky | KHL        | 55  | 3  | 16  | 19  | 4   | 0 | 2  | 2  |
| 2017/18 | HV71             | SHL        | 39  | 2  | 6   | 8   | —   | — | —  | —  |
| 2018/19 | TPS Turku        | Liiga      | 1   | 0  | 0   | 0   | —   | — | —  | —  |
| 2019/20 | Lahti Pelicans   | Liiga      | 38  | 3  | 14  | 17  | —   | — | —  | —  |
| 2019/20 | ZSC Lions        | NLA        | 1   | 0  | 0   | 0   | —   | — | —  | —  |
| Celkem  | Celkem           | Celkem     | 861 | 49 | 140 | 189 | 120 | 4 | 22 | 26 |

### Statistiky v reprezentaci
| Rok    | Tým    | Turnaj | Umístění         |    | Z | G | A  | B |
| ------ | ------ | ------ | ---------------- | -- | - | - | -- | - |
| 2001   | Finsko | MS18   | Bronzová medaile | 6  | 1 | 1 | 2  |   |
| 2002   | Finsko | MSJ    | Bronzová medaile | 6  | 0 | 0 | 0  |   |
| 2003   | Finsko | MSJ    | Bronzová medaile | 7  | 1 | 1 | 2  |   |
| 2009   | Finsko | MS     | 5. místo         | 7  | 0 | 0 | 0  |   |
| 2010   | Finsko | MS     | 6. místo         | 7  | 0 | 1 | 1  |   |
| 2011   | Finsko | MS     | Zlatá medaile    | 9  | 0 | 1 | 1  |   |
| 2012   | Finsko | MS     | 4. místo         | 10 | 0 | 0 | 0  |   |
| 2015   | Finsko | MS     | 6. místo         | 8  | 0 | 1 | 1  |   |
| 2016   | Finsko | MS     | Stříbrná medaile | 10 | 0 | 2 | 2  |   |
| 2017   | Finsko | MS     | 4. místo         | 10 | 1 | 0 | 1  |   |
| Celkem | Celkem | Celkem | Celkem           | 80 | 3 | 7 | 10 |   |